# (2753) Duncan
(2753) Duncan – planetoida z grupy pasa głównego asteroid okrążająca Słońce w ciągu 4 lat i 242 dni w średniej odległości 2,79 j.a. Została odkryta 18 lutego 1966 roku w Goethe Link Observatory w Brooklynie w stanie Indiana. Nazwa planetoidy pochodzi od Johna Charlesa Duncana, amerykańskiego astronoma. Przed nadaniem nazwy planetoida nosiła oznaczenie tymczasowe (2753) 1966 DH.